# Paul Gerbay
Paul Gerbay, né le 17 avril 1835 à Charlieu (Loire) et décédé le 16 octobre 1891 à Roanne (Loire), est un homme politique français.

## Biographie[1],[2]
Il exerçait la profession de pharmacien, il fut président du tribunal de commerce de Roanne et maire de Saint-Nizier-sous-Charlieu.
Paul Gerbay se présenta aux élections législatives du 22 septembre 1889 dans la 2e circonscription de Roanne. Il fut élu au premier tour de scrutin par 8.513 voix sur 15.565 votants contre 3.007 à M. Verne et 3.766 à M. Chervier.
Républicain de tendance modéré, partisan d'un gouvernement stable et fort, capable de garantir la liberté, mais aussi d'assurer l'ordre et la sécurité, il se proposait de protéger l'industrie et l'agriculture française contre la concurrence étrangère notamment lors du renouvellement, en 1891, de nombreux traités de commerce. Mais son état de santé ne lui permit pas de mener à bien ces projets. En effet, il tomba bientôt gravement malade et mourut en cours de mandat, le 16 octobre 1891, regretté de tous pour sa courtoisie et sa ferveur républicaine.

## Mandats

### Mandat parlementaire
- 22 septembre 1889 - 16 octobre 1891 : Député de la Loire

### Mandat local
- 1884 - 16 octobre 1891 : Maire de Saint-Nizier-sous-Charlieu

## Sources
- « Paul Gerbay », dans le Dictionnaire des parlementaires français (1889-1940), sous la direction de Jean Jolly, PUF, 1960 [détail de l’édition]